# Херпетология
Херпетологията (на гръцки: ἑρπετόν, herpeton: „пълзящо животно“; -λογία, -logia: „знание“) е клон от зоологията, занимаваща се с изучаването на земноводни (жаби, крастави жаби, саламандри, тритони) и влечуги (змии, гущери, костенурки, крокодили)
Херпетологията предлага ползи за човечеството в изследването на ролята на земноводните и влечугите в глобалната екология, особено поради факта, че земноводните често са много чувствителни към промените в околната среда, като дава видимо предупреждение към хората, че значителни промени ще се случат. Някои токсини и отрови, произведени от влечугите и земноводните са полезни в хуманната медицина. Някои от многото видове змийска отрова се използва за създаване на антикоагуланти, които работят за лечение на жертви на инсулт и случаи на сърдечен удар.
|  | Тази страница частично или изцяло представлява превод на страницата Herpetology в Уикипедия на английски. Оригиналният текст, както и този превод, са защитени от Лиценза „Криейтив Комънс – Признание – Споделяне на споделеното“, а за съдържание, създадено преди юни 2009 година – от Лиценза за свободна документация на ГНУ. Прегледайте историята на редакциите на оригиналната страница, както и на преводната страница, за да видите списъка на съавторите. ВАЖНО: Този шаблон се отнася единствено до авторските права върху съдържанието на статията. Добавянето му не отменя изискването да се посочват конкретни източници на твърденията, които да бъдат благонадеждни. |